# Abell 2744 Y1
Abell 2744 Y1 — галактика в скоплении галактик Abell 2744 в 13 млрд световых лет от нас в созвездии Скульптора. Имеет диаметр 2300 световых лет, что в 50 раз меньше, чем у Млечного Пути, но производит в 10 раз больше звёзд. Галактика была обнаружена в июле 2014 года международной командой во главе с астрономами из Канарского института астрофизики (IAC) и университета Ла-Лагуна (ULL) как часть программы Frontier Fields при помощи космических телескопов НАСА Спитцер и Хаббл.